# Ferrovia Montebelluna-Camposampiero
La ferrovia Montebelluna–Camposampiero è una linea ferroviaria di proprietà statale che collega Montebelluna, posta sulla linea Belluno–Feltre–Treviso, a Camposampiero, sulla linea Padova–Bassano, passando per il nodo di Castelfranco Veneto.

## Storia
Durante la prima metà degli anni ottanta del XIX secolo, la Società Veneta per Imprese e Costruzioni pubbliche ottenne la concessione di una linea tra Camposampiero e Montebelluna. La linea avrebbe dovuto fungere da diramazione dell'esistente linea consorziale Padova–Bassano, costruita dalla stessa impresa ferroviaria, ma che, a partire dal 1882, era esercita dalle Strade Ferrate Meridionali. La breve ferrovia avrebbe consentito di collegare la città patavina a quella di Castelfranco Veneto, posta sull'altra linea consorziale Vicenza–Treviso, e a Montebelluna, posta sulla linea Belluno–Feltre–Treviso, entrambe esercite dalle Strade Ferrate Meridionali. Questo progetto pose fine al dissidio fra il consorzio interprovinciale di Padova, Vicenza e Treviso, che inizialmente ebbe in concessione la Padova–Bassano e la Vicenza–Treviso, con la provincia di Venezia, risalente al periodo in cui si stava progettando la prima linea.
La linea fu aperta al traffico il 21 luglio 1886 e fu esercita dalla Veneta fino alla statalizzazione delle ferrovie italiane, tra il 1905 e il 1906, quando la gestione passò alle Ferrovie dello Stato.

## Caratteristiche
| Continuation backward |

| Station on track |

| Unknown route-map component "d" |  | Unknown route-map component "eABZgl" + Unknown route-map component "ABZg2" | Unknown route-map component "exABZq+3" + Unknown route-map component "ÜWu3" | Unknown route-map component "exdCONTfq" |

| Unknown route-map component "d" |  | Unknown route-map component "eABZg+1u" | Unknown route-map component "STR2+4" | Unknown route-map component "dSTRc3" |

| Unknown route-map component "d" |  | Straight track | Unknown route-map component "STRc1" | Unknown route-map component "dCONT4-" |

| Unknown route-map component "SKRZ-Ao" |

| Station on track |

| Unknown route-map component "d" |  | Unknown route-map component "ABZg+l" | Unknown route-map component "SPLaq" | Unknown route-map component "dvCONTfq" |

| Station on track |

| Unknown route-map component "dvCONTgq" | Unknown route-map component "SPLeq" | Unknown route-map component "ABZgr" |  | Unknown route-map component "d" |

| Unknown route-map component "CONTgq" | Unknown route-map component "ABZg+rxl" | Unknown route-map component "exCONTfq" |

| Station on track |

| Unknown route-map component "exCONTgq" | Unknown route-map component "eABZgr" |  |

| Continuation forward |

La ferrovia si presenta a doppio binario da Camposampiero a Castelfranco Veneto, mentre nel restante tratto fino a Montebelluna è a singolo binario.
L’intera linea è elettrificata a 3000 volt in corrente continua dal 29 giugno 2020. A giugno 2019 erano iniziati i lavori di elettrificazione della tratta tra Castelfranco e Montebelluna, che sono terminati a giugno 2020, quando l'elettrificazione è stata attivata in pre-esercizio non commerciale. Il 13 dicembre 2020 è stato avviato il servizio con convogli elettrici.